# Martín Kohan

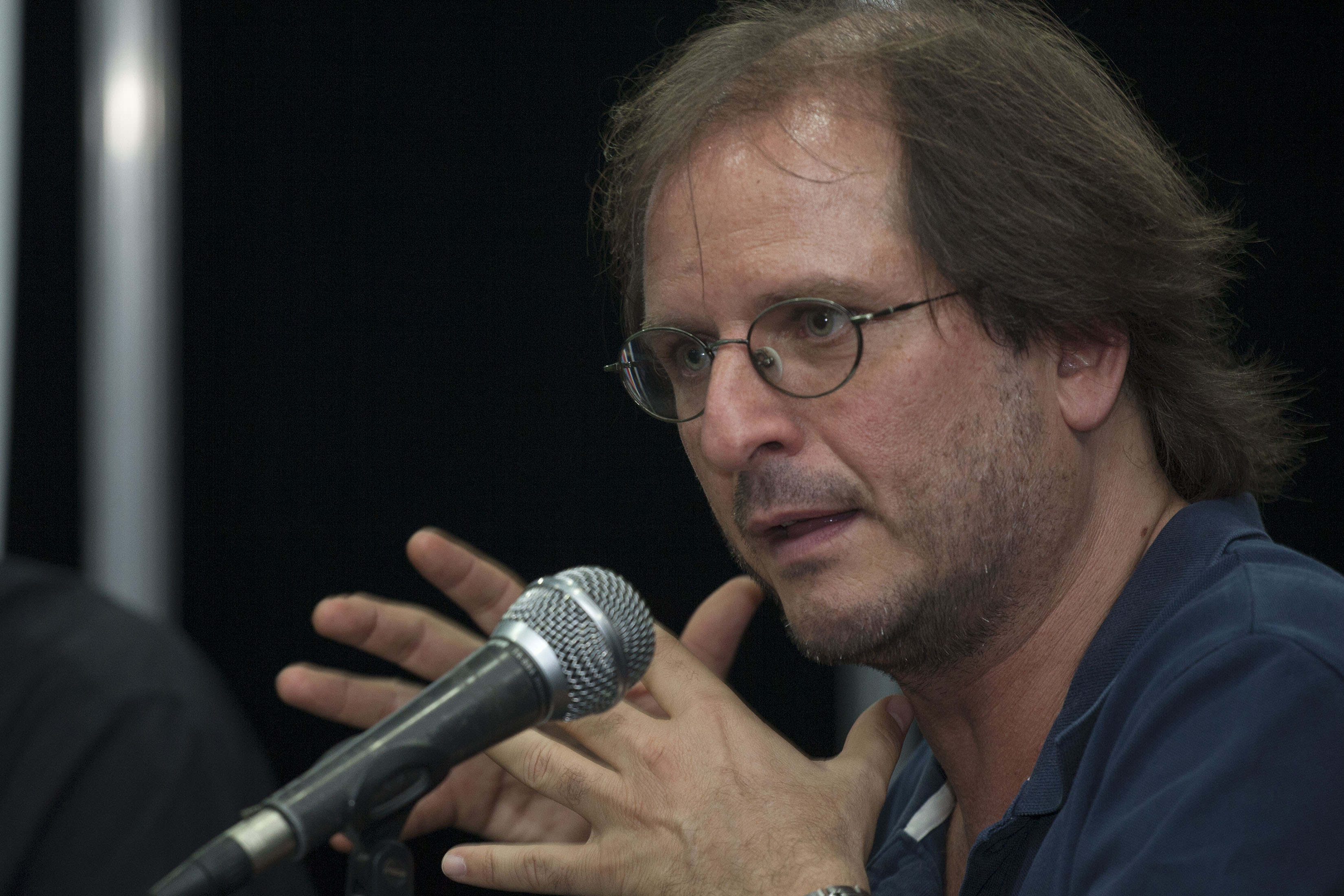
Martín Kohan

Martín Kohan (* 24. Januar 1967 in Buenos Aires) ist ein argentinischer Schriftsteller.
Martín Kohan studierte Literaturwissenschaft an der Universidad de Buenos Aires und lehrt dort sowie an der Nationalen Universität Patagonien Literaturtheorie. Für seinen Roman Ciencias Morales (Sittenlehre) erhielt er 2007 den renommierten spanischen Literaturpreis Premio Herralde. Bislang sind drei seiner Romane auch auf Deutsch im Suhrkamp Verlag erschienen.

## Auszeichnungen (Auswahl)
- 2023: Gran Premio de Honor de la Sociedad Argentina de Escritores

## Werke

### Essays
- Imágenes de vida, relatos de muerte. Eva Perón, cuerpo y política (mit Paola Cortés Rocca), 1998
- Zona urbana. Ensayo de lectura sobre Walter Benjamin, 2004
- Narrar a San Martín, 2005

### Erzählbände
- Muero contento, 1994
- Una pena extraordinaria, 1998

### Romane
- La pérdida de Laura, 1993
- El informe, 1997
- Los cautivos, 2000
- Dos veces junio, 2002 (dt. Zweimal Juni, Suhrkamp Verlag, Frankfurt am Main 2009, ISBN 978-3-518-42078-2)
- Segundos afuera, 2005 (dt. Sekundenlang, Suhrkamp Verlag, Frankfurt am Main 2007, ISBN 978-3-518-41882-6)
- Museo de la Revolución,  2006
- Ciencias morales, 2007 (dt. Sittenlehre, Suhrkamp Verlag, Berlin 2010 ISBN 978-3-518-42182-6)
- La calle de las Putas, 2008